# Államok vezetőinek listája 1902-ben
Ezen az oldalon az 1902-ben fennálló államok vezetőinek névsora olvasható földrészek, majd országok szerinti bontásban.

## Európa
- Andorra (parlamentáris társhercegség)
  - Társhercegek
    - Francia társherceg – Émile Loubet (1899–1906), lista
    - Episzkopális társherceg –

    1. Toribio Martín (1902)
    2. Joan Josep Laguarda i Fenollera (1902–1906), lista
- Belgium (monarchia)
  - Uralkodó – II. Lipót király (1865–1909)
  - Kormányfő – Paul de Smet de Naeyer (1899–1907), lista
- Dánia (monarchia)
  - Uralkodó – IX. Keresztély király (1863–1906)
  - Kormányfő – Johan Henrik Deuntzer (1901–1905), lista
- Egyesült Királyság (parlamentáris monarchia)
  - Uralkodó – VII. Eduárd Nagy-Britannia királya (1901–1910)
  - Kormányfő – 
    1. Robert Gascoyne-Cecil (1895–1902)
    2. Arthur Balfour (1902–1905), lista
- Franciaország (köztársaság)
  - Államfő – Émile Loubet (1899–1906), lista
  - Kormányfő – 
    1. Pierre Waldeck-Rousseau (1899–1902)
    2. Émile Combes (1902–1905), lista
- Görögország (monarchia)
  - Uralkodó – I. György király (1863–1913)
  - Kormányfő – 
    1. Alekszandrosz Zaimisz (1901–1902)
    2. Theodorosz Diligiannisz (1902–1903), lista
- Hollandia (monarchia)
  - Uralkodó – Vilma királynő (1890–1948)
  - Kormányfő – Abraham Kuyper (1901–1905), lista
- Krétai Állam (autonómia)
  - Államfő – György görög királyi herceg (1898–1906)
- Liechtenstein (parlamentáris monarchia)
  - Uralkodó – II. János herceg (1859–1929)
- Luxemburg (monarchia)
  - Uralkodó – Adolf nagyherceg (1890–1905)
  - Kormányfő – Paul Eyschen (1888–1915), lista
- Monaco (monarchia)
  - Uralkodó – I. Albert herceg (1889–1922)
- Montenegró (monarchia)
  - Uralkodó – I. Miklós király (1860–1918)
  - Kormányfő – Božo Petrović (1879–1905), lista
- Német Császárság (monarchia)
  - Uralkodó – II. Vilmos császár (1888–1918)
  - Kancellár – Bernhard von Bülow (1900–1909), lista
- Norvégia (monarchia)
- Norvégia és Svédország perszonálunióban álltak.
  - Uralkodó – II. Oszkár király (1872–1905)
  - Kormányfő – 
    1. Johannes Steen (1898–1902)
    2. Otto Blehr (1902–1903), lista
- Olasz Királyság (monarchia)
  - Uralkodó – III. Viktor Emánuel király (1900–1946)
  - Kormányfő – Giuseppe Zanardelli (1901–1903), lista
- Orosz Birodalom (monarchia)
  - Uralkodó – II. Miklós cár (1894–1917)
- Osztrák–Magyar Monarchia (monarchia)
  - Uralkodó – I. Ferenc József király (1848–1916)
  - Kormányfő –
    - Osztrák Császárság – Ernst von Körber (1900–1904), lista
    - Magyar Királyság – Széll Kálmán (1899–1903), lista
- Pápai állam (abszolút monarchia)
  - Uralkodó – XIII. Leó pápa (1878–1903)
- Portugália (monarchia)
  - Uralkodó – I. Károly király (1889–1908)
  - Kormányfő – Ernesto Hintze Ribeiro (1900–1904), lista
- Román Királyság (monarchia)
  - Uralkodó – I. Károly király (1866–1914)
  - Kormányfő – Dimitrie Sturdza (1901–1906), lista
- San Marino (köztársaság)
  - San Marino régenskapitányai:
    1. Antonio Bellucci és Pasquale Busignani (1901–1902)
    2. Onofrio Fattori és Egidio Ceccoli (1902)
    3. Gemino Gozi és Giacomo Marcucci (1902–1903), régenskapitányok
- Spanyolország (monarchia)
  - Uralkodó – XIII. Alfonz király (1886–1931)
  - Kormányfő – 
    1. Práxedes Mateo Sagasta (1901–1902)
    2. Francisco Silvela (1902–1903), lista
- Svájc (konföderáció)
  - Szövetségi Tanács:[1]
  - Adolf Deucher (1883–1912), Walter Hauser (1888–1902), Josef Zemp (1891–1908), elnök, Eduard Müller (1895–1919), Ernst Brenner (1897–1911), Robert Comtesse (1899–1912), Marc-Émile Ruchet (1899–1912), Ludwig Forrer (1902–1917)
- Svédország (parlamentális monarchia)
- Norvégia és Svédország perszonálunióban álltak.
  - Uralkodó – II. Oszkár (1872–1907), király
  - Kormányfő – 
    1. Fredrik von Otter (1900–1902)
    2. Erik Gustaf Boström (1902–1905), lista
- Szerbia (monarchia)
  - Uralkodó – I. Sándor király (1889-1903)
  - Kormányfő – 
    1. Dimitrije Cincar-Marković (1901–1902)
    2. Petar Velimirović (1902)
    3. Dimitrije Cincar-Marković (1902–1903), miniszterelnök

## Afrika
- Dervis Állam (el nem ismert állam)
  - Uralkodó – Mohammed Abdullah Hassan (1896–1920)
- Etiópia (monarchia)
  - Uralkodó – II. Menelik császár (1889–1913)
- Kanoi Emírség (monarchia)
  - Uralkodó – Aliju Babba (1894–1903)
- Kongói Szabadállam
  - Uralkodó – II. Lipót király (1885–1909)
- Libéria (köztársaság)
  - Államfő – Garretson W. Gibson (1900–1904), lista
- Marokkó (monarchia)
  - Uralkodó – Abd al-Azíz szultán (1894–1908)
- Mohéli (Mwali) (monarchia)[2]
  - Uralkodó – Szalima Masamba szultána-királynő (1888–1909)
- Oranje Szabadállam (köztársaság)
- 1902. május 31-től a Brit Birodalom gyarmata.
  - Államfő – 
    1. Martinus Theunis Steyn (1896–1902)
    2. Christiaan de Wet lista (1902)
- Sokoto Kalifátus (monarchia)
  - Uralkodó – 
    1. Abdur Rahman Atiku (1891–1902)
    2. I. Muhammadu Attahiru (1902–1903)

  - Kormányfő – Muhammadu Sambo bn Ahmad (1886–1903)
- Szváziföld (monarchia)
  - Uralkodó – Labotsibeni Mdluli királynő (1899–1921)
- Transvaal Köztársaság (köztársaság)
- 1902. május 31-től a Brit Birodalom gyarmata.
  - Államfő – Paul Kruger (1883–1902)
  - Ideiglenes államfő – Schalk Willem Burger (1900–1902)
- Vadai Birodalom (monarchia)
  - Uralkodó – Muhammad Daúd Murra kolak (1901–1909)

## Dél-Amerika
- Argentína (köztársaság)
  - Államfő – Julio Argentino Roca (1898–1904), lista
- Bolívia (köztársaság)
  - Államfő – José Manuel Pando (1899–1904), lista
- Brazília (köztársaság)
  - Államfő – 
    1. Manuel Ferraz de Campos Sales (1898–1902)
    2. Rodrigues Alves (1902–1906), lista
- Chile (köztársaság)
  - Államfő – Germán Riesco (1901–1906), lista
- Ecuador (köztársaság)
  - Államfő – Leónidas Plaza (1901–1905), lista
- Kolumbia (köztársaság)
  - Államfő – José Manuel Marroquín (1900–1904), lista
- Paraguay (köztársaság)
  - Államfő – 
    1. Emilio Aceval (1898–1902)
    2. Andrés Héctor Carvallo (1902)
    3. Juan Antonio Escurra (1902–1904), lista
- Peru (köztársaság)
  - Államfő – Eduardo López de Romaña (1899–1903), lista
- Uruguay (köztársaság)
  - Államfő – Juan Lindolfo Cuestas (1899–1903), lista
- Venezuela (köztársaság)
  - Államfő – Cipriano Castro (1899–1908), lista

## Észak- és Közép-Amerika
- Amerikai Egyesült Államok (köztársaság)
  - Államfő – Theodore Roosevelt (1901–1909), lista
- Costa Rica (köztársaság)
  - Államfő – 
    1. Rafael Yglesias Castro (1894–1902)
    2. Ascensión Esquivel Ibarra (1902–1906), lista
- Dominikai Köztársaság (köztársaság)
  - Államfő – 
    1. Juan Isidro Jimenes Pereyra (1899–1902)
    2. Horacio Vásquez (1902–1903), lista
- Salvador (köztársaság)
  - Államfő – Tomás Regalado (1898–1903), lista
- Guatemala (köztársaság)
  - Államfő – Manuel Estrada Cabrera (1898–1920), lista
- Haiti (köztársaság)
  - Államfő – 
    1. Tirésias Simon Sam (1896–1902)
    2. Pierre Nord Alexis (1902–1908), lista
- Honduras (köztársaság)
  - Államfő – Terencio Sierra (1899–1903), lista
- Kanada (parlamentáris monarchia)
  - Uralkodó – VII. Eduárd király (1901–1910)
  - Főkormányzó – Gilbert Elliot-Murray-Kynynmound (1898–1904), lista
  - Kormányfő – Wilfrid Laurier (1896–1911), lista
- Kuba (köztársaság)
- 1902. május 20-án kiáltotta ki függetlenségét az Egyesült Államoktól.
  - Államfő – Tomás Estrada Palma (1902–1906), lista
- Mexikó (köztársaság)
  - Államfő – Porfirio Díaz (1884–1911), lista
- Nicaragua (köztársaság)
  - Államfő – José Santos Zelaya (1893–1909), lista

## Ázsia
- Aceh Szultánság (monarchia)
  - Uralkodó – Alauddin Muhammad Da'ud Syah II (1875–1903)
- Afganisztán (monarchia)
  - Uralkodó – Habibullah Kán emír (1901–1919)
- Bhután (monarchia)
  - Uralkodó – Állami Tanács (1901-1903)
- Buhara (monarchia)
  - Uralkodó – ’Abd al-Ahad kán (1885–1911)
- Dálai Emirátus (monarchia)
  - Uralkodó – Szaif ibn Szajf al-Amiri (1886–1911)
- Dzsebel Sammar (monarchia)
  - Uralkodó – Abdul-Aziz bin Mithab (1897–1906), Dzsebel Sammar emírje
- Hiva
  - Uralkodó – II. Muhammad Rahím Bahadúr kán (1864–1910)
- Japán (császárság)
  - Uralkodó – Mucuhito császár (1867–1912)
  - Kormányfő – Kacura Taró (1901–1906), lista
- Kína
  - Uralkodó – Kuang-hszü császár (1875–1908)
- Koreai Császárság (monarchia)
  - Uralkodó – Kodzsong császár (1897–1907)
  - Kormányfő – Jun Jong-szeon (1901–1903), lista
- Maszkat és Omán (abszolút monarchia)
  - Uralkodó – Fejszál szultán  (1888–1913)
- Nedzsd és Hasza Emírség (monarchia)
- 1902. január 15-én kiáltotta ki függetlenségét az Oszmán Birodalomtól és Dzsebel Sammartól.
  - Uralkodó – Abdul-Aziz emír (1902–1953)[3]
- Nepál (alkotmányos monarchia)
  - Uralkodó – Prithvi király (1881–1911)
  - Kormányfő – Csandra Samser Dzsang Bahadur Rana (1901–1929), lista
- Oszmán Birodalom (monarchia)
  - Uralkodó – II. Abdul-Hamid szultán (1876–1909)
  - Kormányfő – Mehmed Szaid Pasa (1901–1903), lista
- Perzsia (monarchia)
  - Uralkodó – Mozaffar ad-Din sah (1896–1907)
- Sziám (parlamentáris monarchia)
  - Uralkodó – Csulalongkorn király (1868–1910)
- Tagalog Köztársaság (köztársaság)
- 1902. május 6-án kiáltotta ki függetlenségét az Egyesült Államoktól.
  - Államfő – Macario Sakay (1902–1906), elnök

## Óceánia
- Ausztrália (parlamentáris monarchia)
  - Uralkodó – VII. Eduárd Ausztrália királya (1901–1910)
  - Főkormányzó – 
    1. John Hope (1901–1902)
    2. Hallam Tennyson (1902–1904), lista

  - Kormányfő – Edmund Barton (1901–1903), lista
- Tonga (monarchia)[4]
  - Uralkodó – II. Tupou György király (1893–1918)
  - Kormányfő – Siosateki Tonga Veikune (1893–1905), lista